# Роберт Лундстрем
Роберт Лундстрем (швед. Robert Lundström, нар. 1 листопада 1989 Сундсвалль, Швеція) — шведський футболіст, захисник клуба «Сундсвалль».

## Ігрова кар'єра
Роберт Лундстрем народився у місті Сундсвалль, що на півночі Швеції. У рідному місті почав грати у футбол. У 2003 році потрапив у систему головної команди міста — ФК «Сундсвалль». У січні 2009 року клуб підписав з молодим футболістом професійний контракт. А вже в травні того року футболіст і клуб продовжили дію контракту до 2012 року. З командою Лундстрем двічі ставав срібним призером Супереттан, що дозволяло команді підвищуватися у класі і грати у Аллсвенскан.
Влітку 2015 року Лундстрем, як вільний агент підписав трирічний контракт із норвезькою «Волеренгою».
У грудні 2017 року футболіст повернувся до Швеції, де приєднався до складу столичного АІКа. Але вже в квітні захисник отримав важку травму коліна і пропустив залишок сезону. Тільки в січні 2019 року він повернувся до занять у загальній групі. А на поле вийшов лише у червні того року.
Після закінчення контракту з АІКом на початку 2021 року Лундстрем повернувся до рідного міста у клуб «Сундсвалль».

## Досягнення
Сундсвалль
- Срібний призер Супереттан: 2010, 2014

АІК
- Чемпіон Швеції: 2018